# 丽贝卡·韦斯特
丽贝卡·韦斯特（英語：Rebecca West，1892年12月21日—1983年3月15日），英国作家、记者、文学评论家和旅行作家。韦斯特是一位创作多种体裁的作家，曾为《泰晤士报》、《纽约先驱论坛报》、《星期日电讯报》和《新共和》撰写书评，并且是《布克曼》的记者。